# Immatriculation
L'immatriculation consiste à attribuer un identifiant à un objet ou une personne

## Véhicules
- Locomotives : voir l'article Plaque d'immatriculation (locomotive)
- Autorails français : voir l'article Immatriculation des autorails français
- Autres véhicules terrestres (automobiles, motos, etc.) : voir l'article Plaque d'immatriculation
- Bateaux civils : voir l'article Liste des quartiers d'immatriculation des navires en France
- Navires militaires : voir l'article Système de désignation des bâtiments de l'US Navy et l'article Pennant number
- Aéronefs : voir l'article Immatriculation des aéronefs
- Satellites artificiels : voir l'article Numéro d'immatriculation international des objets spatiaux

## Personnes
- Sécurité sociale : voir l'article Numéro de sécurité sociale en France

- Numéro d'assurance sociale (au Canada)
- Social Security number (aux États-Unis)
- Congo belge : Immatriculation des Congolais